# NGC 4427
NGC 4427 (NGC 4426) je dvojna zvijezda u zviježđu Berenikinoj kosi. Naknadno je utvrđeno da je NGC 4426 isti objekt.

## Vanjske poveznice
- (engl.) SEDS: NGC 4427
- (engl.) Revidirani Novi opći katalog
- (engl.) Izvangalaktička baza podataka NASA-e i IPAC-a
- (engl.) Astronomska baza podataka SIMBAD
- (engl.) VizieR